# 마르틴 (슬로바키아)

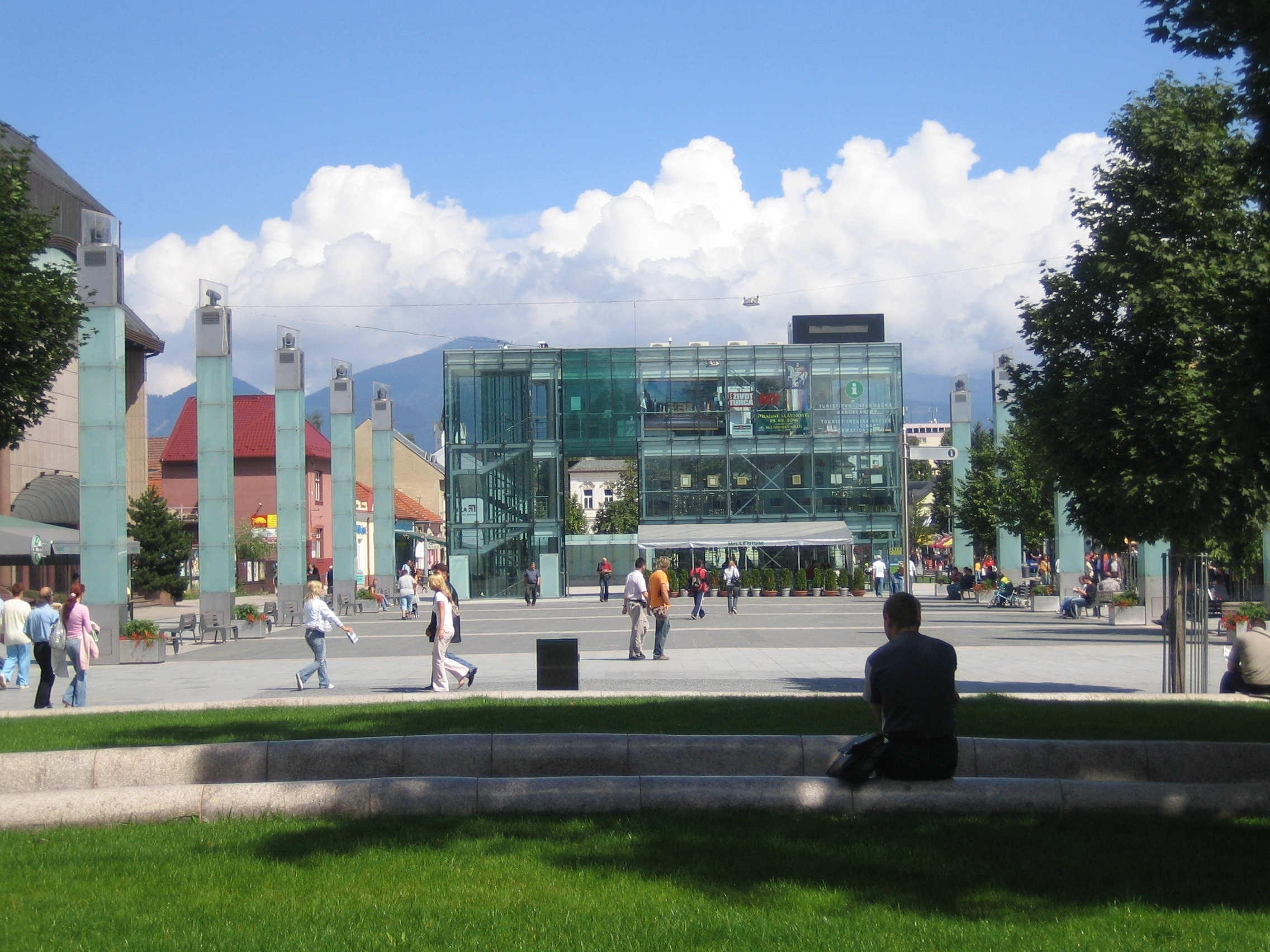
마르틴

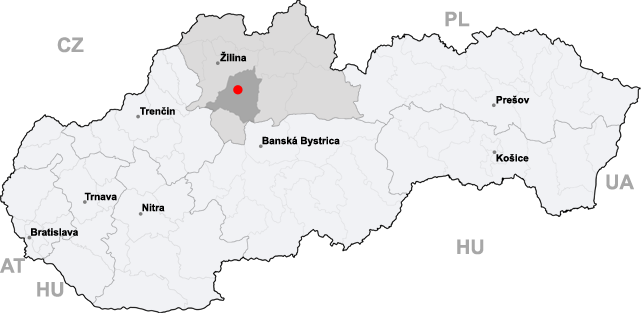
마르틴의 위치

마르틴(슬로바키아어: Martin, 1950년 이전까지 사용된 명칭: Turčiansky Svätý Martin 투르치안스키스베티마르틴, 헝가리어: Turócszentmárton 투로츠젠트마르톤[*], 독일어: Turz-Sankt Martin 투르츠장크트마르틴[*])은 슬로바키아 북부 질리나주에 위치한 도시로 면적은 67.736km2, 높이는 395m, 인구는 58,000명(2010년 기준), 인구 밀도는 856명/km2이다. 바흐 강과 접하고 있고 소파트라 산맥과 대파트라 산맥 사이에 위치한다. 질리나와 가까운 편이다.

시기
시 문장

## 역사
1284년 문헌에서 "Vila Sancti Martini"라는 이름으로 처음 등장했고 1340년 시로 승격되었다. 15세기에 들어서면서 큰 혼란을 겪었다. 1433년에는 후스파의 공격으로 인해 도시가 불에 탔고 그로부터 약 10년 뒤에 일어난 지진으로 인해 다시 파괴되고 만다.
19세기에 들어서면서 슬로바키아 제1의 문화적 중심지로 여겨졌고 각종 문화 단체가 입주했다. 19세기부터 20세기 초반까지 일어난 슬로바키아 민족 운동을 주도했던 대부분의 정치 단체들이 마르틴에서 결성되었다. 당시 도시는 산업화가 진행되었다. 1869년 도시에서 최초로 인쇄물이 발행되었고 1890년에는 가구 공장 타트라 나비토크(Tatra nábytok)가 창업했다.
1918년 브라티슬라바가 슬로바키아의 수도가 되면서 도시로서의 가치는 낮아졌다. 현재는 슬로바키아 국립도서관과 마티차 슬로벤스카(Matica slovenská) 본부가 들어서 있다. 1994년 8월 24일 슬로바키아 공화국 국민의회는 마르틴이 슬로바키아 국민 문화의 중심지임을 선언했다.

## 기후
| Martin의 기후            | Martin의 기후 | Martin의 기후 | Martin의 기후 | Martin의 기후 | Martin의 기후 | Martin의 기후 | Martin의 기후 | Martin의 기후 | Martin의 기후 | Martin의 기후 | Martin의 기후 | Martin의 기후 | Martin의 기후 |
| 월                       | 1월           | 2월           | 3월           | 4월           | 5월           | 6월           | 7월           | 8월           | 9월           | 10월          | 11월          | 12월          | 연간          |
| ------------------------ | ------------- | ------------- | ------------- | ------------- | ------------- | ------------- | ------------- | ------------- | ------------- | ------------- | ------------- | ------------- | ------------- |
| 일평균 최고 기온 °C (°F) | 0 (33)        | 3 (38)        | 8 (47)        | 14 (58)       | 20 (68)       | 22 (72)       | 25 (76)       | 25 (77)       | 20 (67)       | 14 (58)       | 6 (44)        | 1 (35)        | 13 (56)       |
| 일평균 최저 기온 °C (°F) | −5 (22)       | −5 (23)       | −1 (30)       | 3 (37)        | 8 (46)        | 10 (51)       | 12 (54)       | 12 (53)       | 9 (47)        | 5 (41)        | 0 (33)        | −4 (26)       | 4 (39)        |
| 평균 강수량 cm (인치)    | 2.85 (1.12)   | 2.67 (1.05)   | 3.10 (1.22)   | 4.08 (1.61)   | 4.82 (1.90)   | 6.99 (2.75)   | 6.84 (2.69)   | 5.19 (2.04)   | 4.74 (1.87)   | 4.19 (1.65)   | 3.91 (1.54)   | 3.42 (1.35)   | 52.8 (20.79)  |
| 출처: MSN Weather        |               |               |               |               |               |               |               |               |               |               |               |               |               |